# Spermacoce brachysepala
Spermacoce brachysepala là một loài thực vật có hoa trong họ Thiến thảo. Loài này được (Urb.) Alain miêu tả khoa học đầu tiên năm 1982.